# Sultentjärnen (Lycksele socken, Lappland)
Sultentjärnen är en sjö i Lycksele kommun i Lappland och ingår i Öreälvens huvudavrinningsområde. Sjön har en area på 0,125 kvadratkilometer och ligger 329,1 meter över havet.

## Delavrinningsområde
Sultentjärnen ingår i det delavrinningsområde (716219-162332) som SMHI kallar för Mynnar i Vårträskbäcken. Medelhöjden är 357 meter över havet och ytan är 5,48 kvadratkilometer. Det finns inga avrinningsområden uppströms utan avrinningsområdet är högsta punkten. Vattendraget som avvattnar avrinningsområdet har biflödesordning 3, vilket innebär att vattnet flödar genom totalt 3 vattendrag innan det når havet efter 175 kilometer. Avrinningsområdet består mestadels av skog (81 procent). Avrinningsområdet har 0,18 kvadratkilometer vattenytor vilket ger det en sjöprocent på 3,2 procent. Bebyggelsen i området täcker en yta av 0,1 kvadratkilometer eller 2 procent av avrinningsområdet.